# Tremetousia/Erdemli
Tremetousia (griechisch Τρεμετουσιά, türkisch Erdemli oder Tremeşe) ist ein Ort im Distrikt Lefkoşa der Türkischen Republik Nordzypern beziehungsweise de jure im Bezirk Larnaka der Republik Zypern. Bei der letzten amtlichen Volkszählung im Jahr 2011 hatte der Ort 169 Einwohner.

## Lage

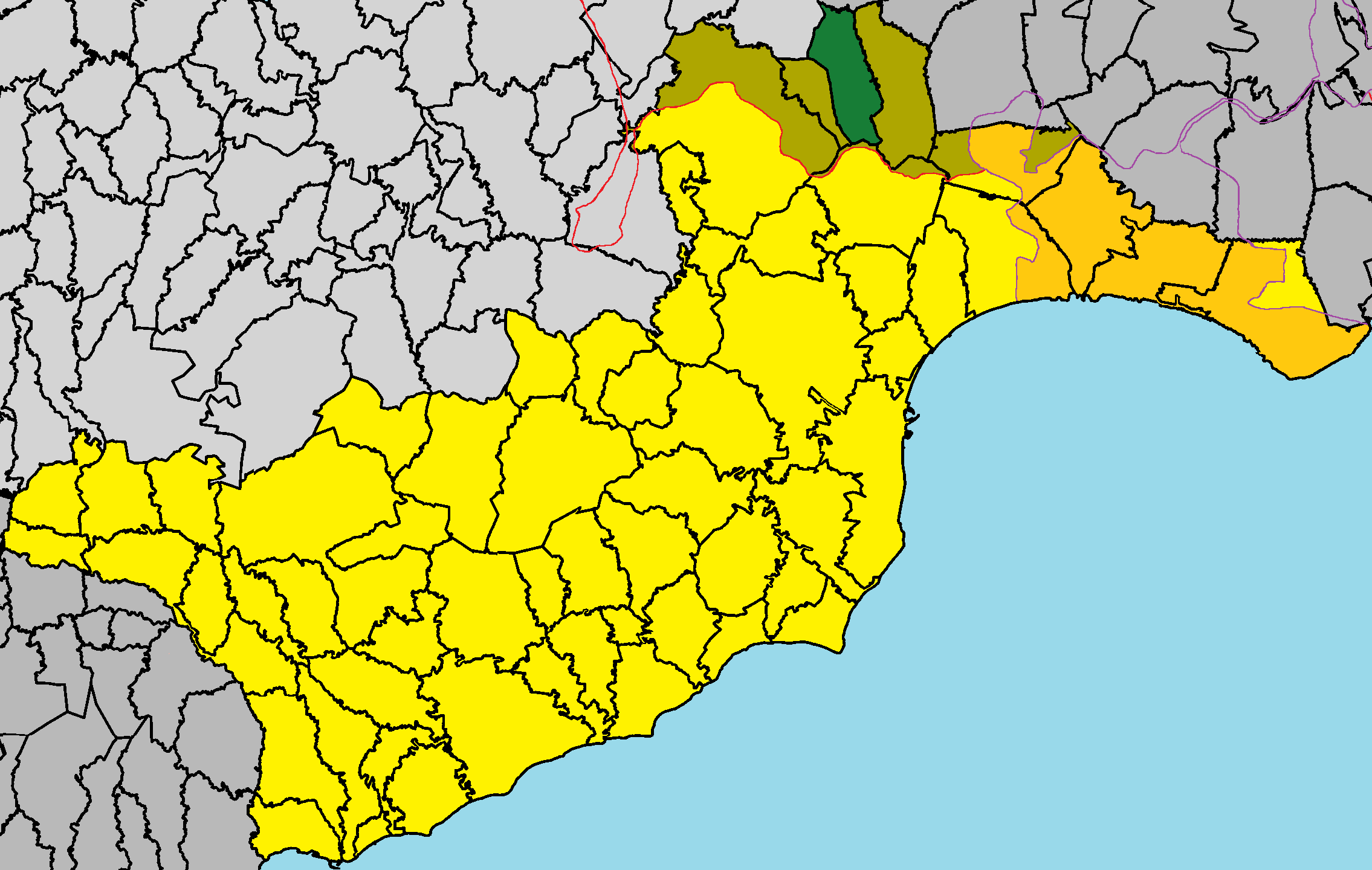
Lage der Gemeinde im Bezirk Larnaka

Tremetousia liegt im Südosten der Insel Zypern auf 100 Metern Höhe, etwa 22 km südöstlich der Hauptstadt Nikosia, 16 km nördlich von Larnaka und 29 km westlich von Famagusta.
Der Ort befindet sich etwa 14 km vom Mittelmeer an der Bucht von Larnaka entfernt im Inselinland. Er liegt etwa 3,5 Kilometer nördlich von der Pufferzone zum Südteil entfernt.
Orte in der Umgebung sind Melouseia im Westen, Arsos im Osten, und als nächster zu Zypern gehörender Ort innerhalb der Pufferzone Troulloi im Süden.

## Bevölkerungsentwicklung
Tremetousia war seit der ersten Volkszählung 1831 während der osmanischen Zeit ein aus Zyperngriechen und Zyperntürken gemischtes Dorf. Während der Besetzung des Nordteils durch türkische Truppen 1974 flohen die griechischstämmigen Einwohner und leben seitdem verteilt auf der Südhälfte der Insel.
| Jahr                    | 1831 | 1891 | 1901 | 1911 | 1921 | 1931 | 1946 | 1960 | 1973 | 1978  | 1996 | 2006 | 2011  |
| Einwohner               | 57   | 177  | 204  | 329  | 376  | 464  | 490  | 576  | 605  | k. A. | 206  | 207  | 169   |
| davon griechischstämmig | 33   | 91   | 134  | 187  | 201  | 265  | 292  | 346  | 361  | –     | –    | –    | k. A. |
| Quelle: 1831–2001, 2011 |      |      |      |      |      |      |      |      |      |       |      |      |       |